# Manuel María Paz
Manuel María Paz Delgado, né le 6 juillet 1820 à Almaguer et mort le 16 septembre 1902 à Bogota, était un cartographe colombien, un officier militaire, un artiste et un aquarelliste,